# Las Alteñas
Las Alteñas är en ort i Mexiko.   Den ligger i kommunen Moctezuma och delstaten San Luis Potosí, i den centrala delen av landet, 400 km nordväst om huvudstaden Mexico City. Las Alteñas ligger 1 931 meter över havet och antalet invånare är 122.
Terrängen runt Las Alteñas är platt norrut, men söderut är den kuperad. Terrängen runt Las Alteñas sluttar norrut. Runt Las Alteñas är det glesbefolkat, med 15 invånare per kvadratkilometer. Närmaste större samhälle är El Cúcamo, 12,3 km sydost om Las Alteñas. Omgivningarna runt Las Alteñas är i huvudsak ett öppet busklandskap.